# Ботанический сад Евремовац
Ботанический сад «Евремовац» (серб. кир. Ботаничка башта „Јевремовац”, серб. лат. Botanička bašta „Jevremovac“) — ботанический сад в Белграде. С 1995 года Сад имеет статус памятника природы, а с 2007 — культуры. 

## История
Основан в 1874 году по инициативе сербского ботаника Йосифа Панчича, который стал его первым управляющим. Своё название сад получил в честь Еврема Обреновича. Вместе с Институтом Ботаники является административной единицей биологического факультета Белградского университета. Имеет статус объекта природы и находится под охраной государства.
Территория сада составляет 4,8 га, где произрастает около 1000 видов растений, здесь расположена оранжерея площадью 500 м² (построена в 1892 году), а также находятся здания Института ботаники с ценным гербарием (основан в 1863 году, 18 тысяч единиц хранения). Ботанический сад расположен на высоте 86-99 м над уровнем моря.
На территории ботанического сада находится миниатюрный японский сад, при планировке которого использовались идеи японского сада в Киото. Несмотря на небольшие размеры сада, здесь присутствуют элементы классического японского сада — ворота, стена, ручей и озеро, мост, дорожка через озеро и чайный домик. Произрастают такие азиатские виды растений, как японская вишня и клен японский.

## Галерея

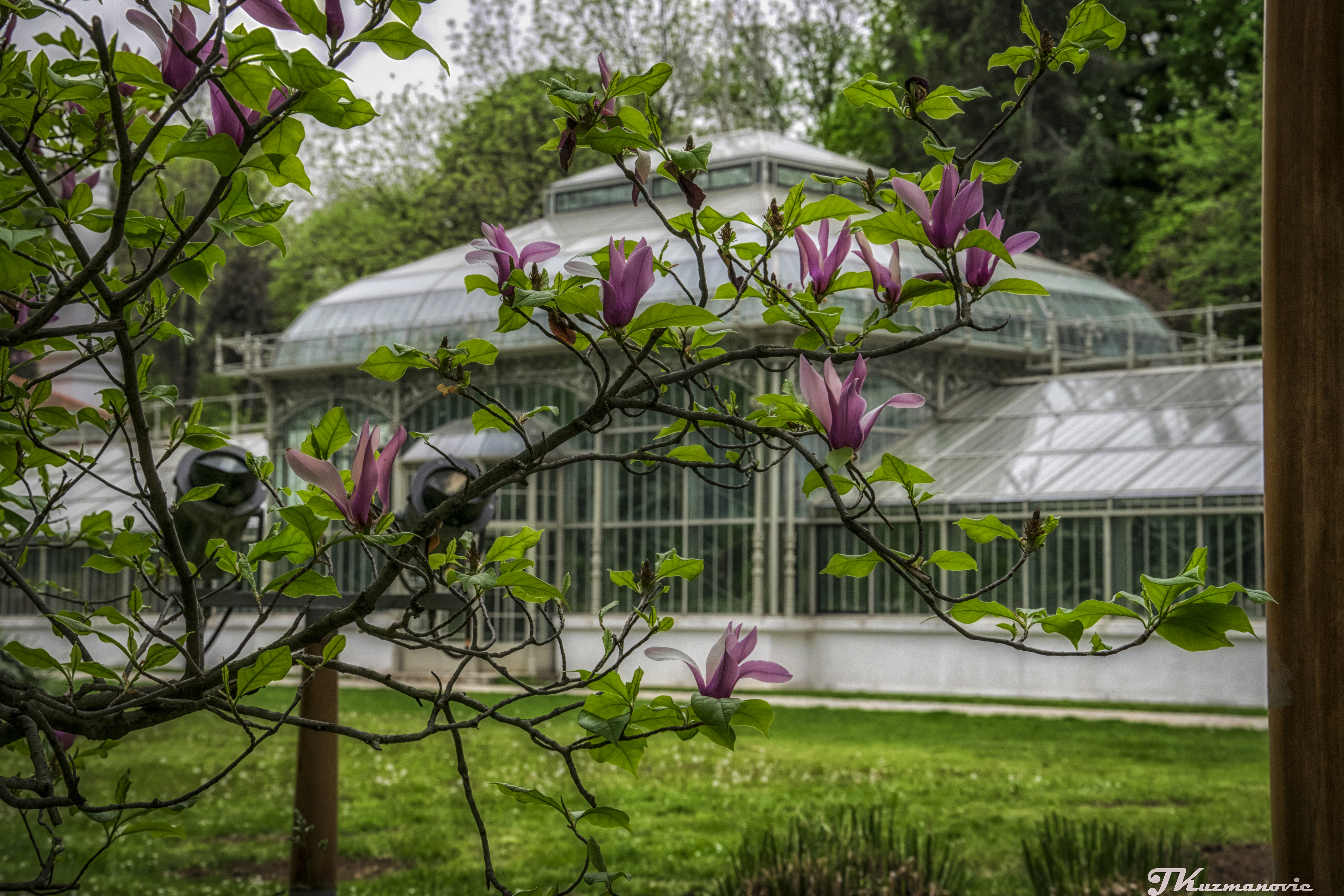
Магнолии, на фоне большой оранжереи
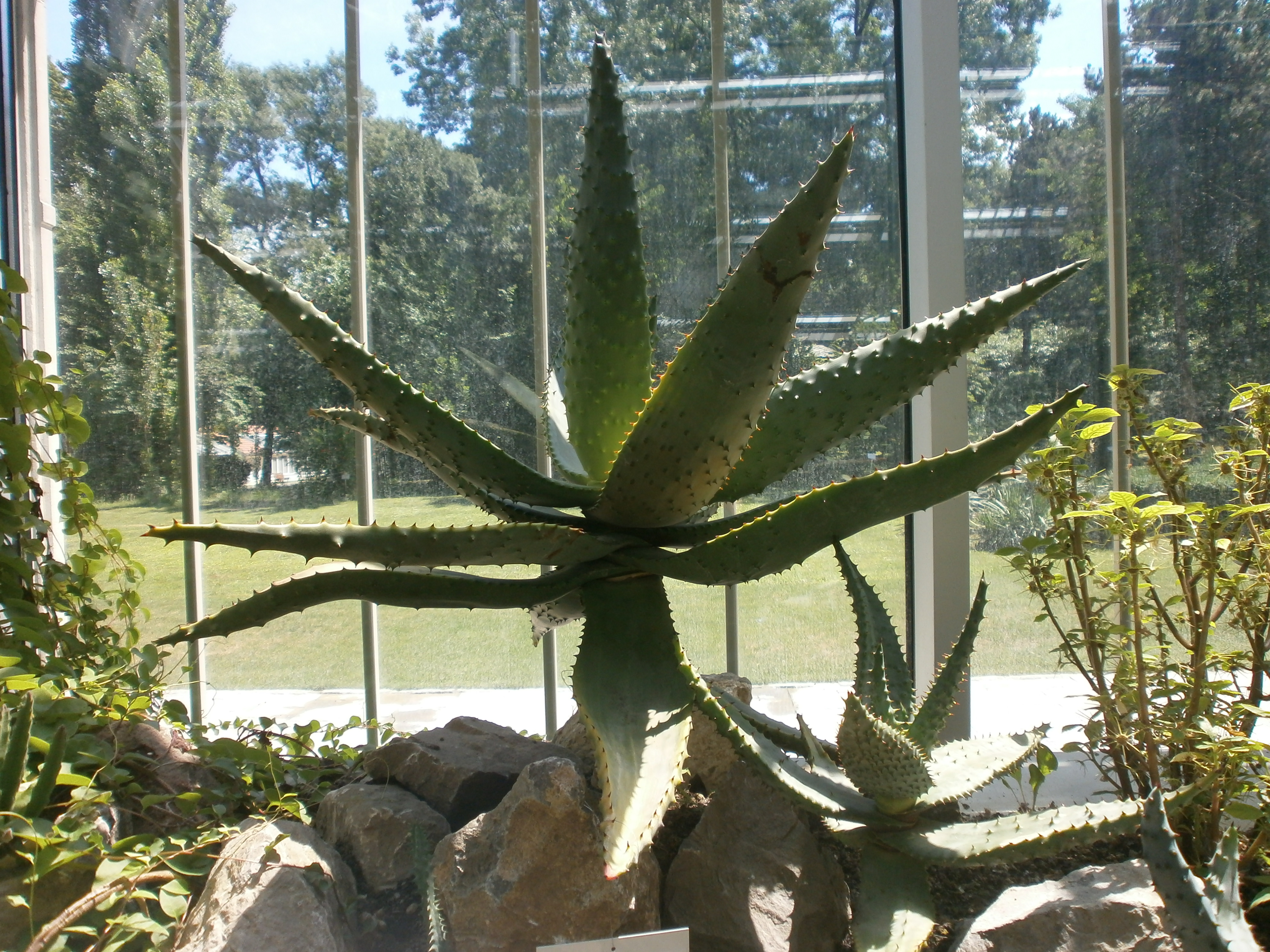
Внутри оранжереи, зона суккулентов
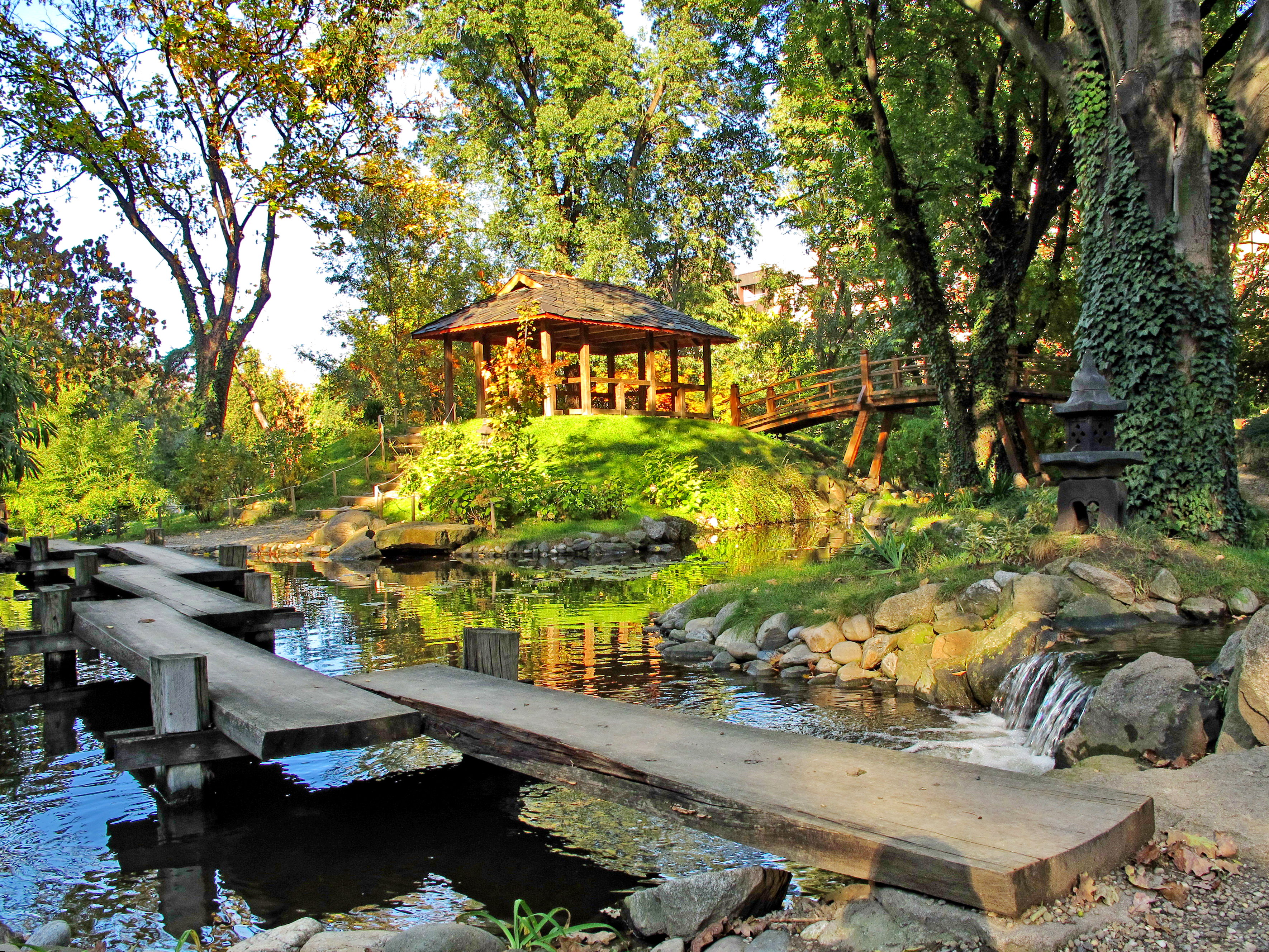
Вид на японский садик
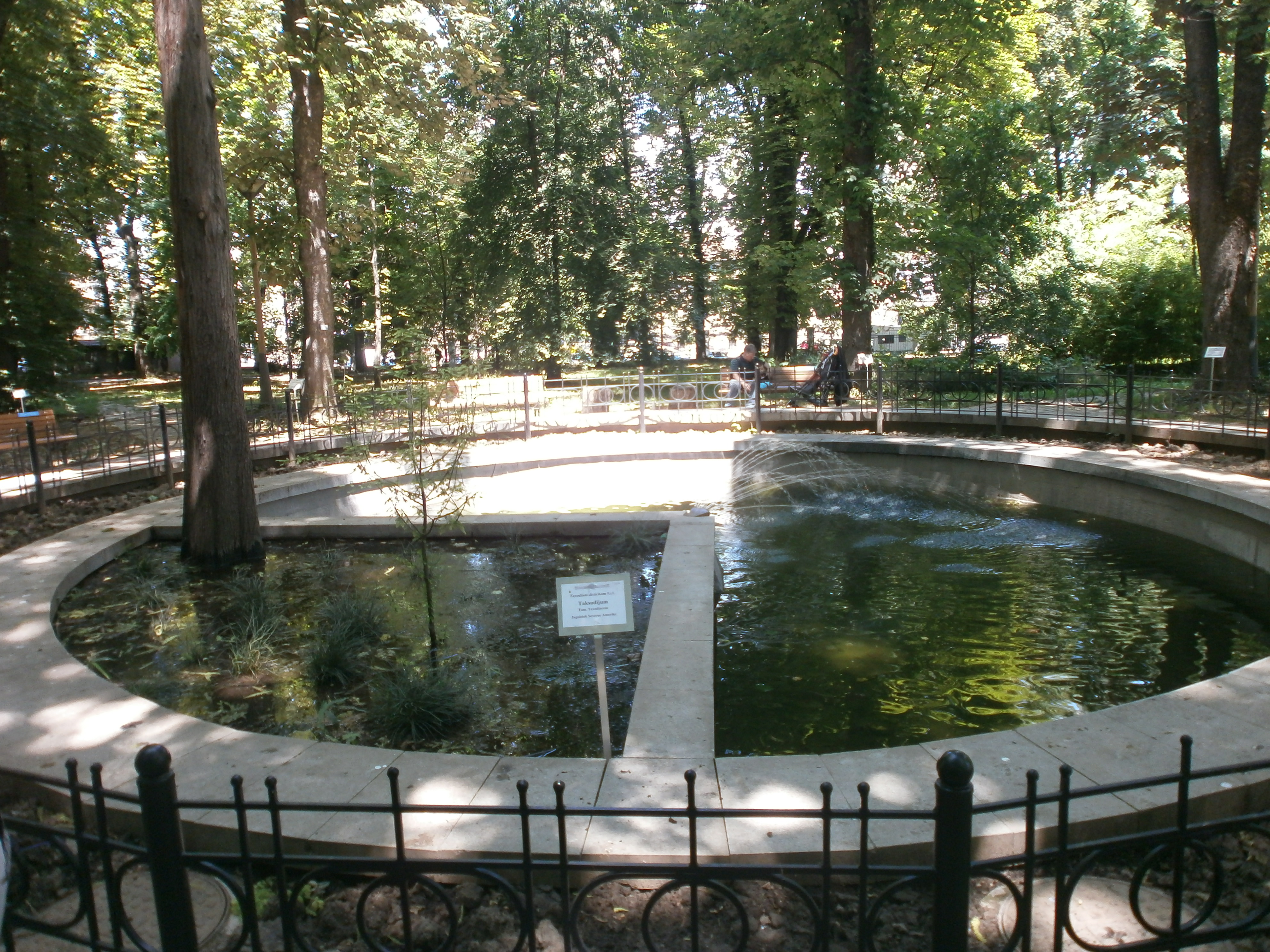
Пруд «Кувшинка»